# Jeanne Niquille
Jeanne Niquille, née le 1er juillet 1894 à Fribourg (Suisse) et morte le 9 septembre 1970 dans cette même ville, est une historienne et archiviste suisse originaire du canton de Fribourg.

## Biographie
Jeanne Niquille est la fille de Casimir Niquille (1855-1907), inspecteur général des forêts et des domaines de l'État de Fribourg, et de Pauline Quartenoud (1862-1944), institutrice. Du fait de la mort précoce de son père, Jeanne grandit auprès de son oncle, l'abbé Jean Quartenoud, ancien rédacteur en chef de La Liberté, grâce auquel elle peut accéder à une formation universitaire. Elle obtient son brevet d'institutrice en 1910, puis poursuit ses études au collège Sainte-Croix à Fribourg, où elle obtient une maturité en 1914. Elle s'inscrit ensuite à la Faculté des Lettres de l'Université de Fribourg, où elle étudie de 1914 à 1918, bénéficiant entre autres des cours dispensés par Albert Büchi. À côté de sa branche d'études principale, l'histoire, elle s'intéresse à une multitude de domaines parallèles, tels que l'histoire de l'art, la philosophie, la littérature française ou encore l'histoire du droit privé. Elle obtient son doctorat en 1918 avec une thèse sur l'hôpital de Notre-Dame à Fribourg, qui lui vaut la mention « summa cum laude ». Jeanne Niquille est l'une des premières femmes de Fribourg à terminer une formation universitaire.
De 1918 à 1957, Jeanne Niquille est archiviste aux Archives de l'État de Fribourg, où elle effectue d'importants travaux de dépouillement et de classement. En 1927, elle est conseillère scientifique au sein du comité fribourgeois de la SAFFA (Schweizerische Ausstellung für Frauenarbeit), où elle travaille notamment aux côtés d'Athénaïs Clément. À partir de 1932 environ, elle fait partie du « Club Hrotsvit », une association culturelle suisse de femmes catholiques fondée par Agnes von Segesser de Lucerne.
Jeanne Niquille est l'autrice de nombreux articles et contributions scientifiques (une centaine au total) sur des thèmes liés à l'histoire de Fribourg, en particulier l'histoire de la ville de Fribourg. Elle rédige notamment un grand nombre d'articles pour le Dictionnaire historique et biographique de la Suisse. Elle signe également des articles dans la Revue d'histoire suisse et, première femme à y être publiée (en 1916 déjà), dans la Revue d'histoire ecclésiastique suisse. Elle est par ailleurs rédactrice de la rubrique « Il y a cent ans » du quotidien La Liberté. En 1941, elle publie anonymement le volume Un siècle d'histoire fribourgeoise, ouvrage consacré à l'histoire du canton de Fribourg et destiné à l'enseignement. En dépit du nombre et de la qualité scientifique de ses travaux, Jeanne Niquille n'obtient jamais officiellement le poste et le titre d'archiviste de l’État, ; elle conserve tout au long de sa carrière le titre d'« archiviste honoraire de l’État ».

## Publications (sélection)
- « L'Hôpital de Notre-Dame à Fribourg », Archives de la société d'histoire du canton de Fribourg, vol. 11, 1921, pp. 267-424.
- « La Faculté de médecine de Fribourg au XVIIIème siècle », Annales Fribourgeoises, vol. 11, 1923, pp. 49-63.
- « Les prêteurs juifs de Morat à la fin du Moyen Âge », Nouvelles Étrennes Fribourgeoises, vol. 60, 1927, pp. 89-99.
- « L'occupation des frontières grisonnes en 1805. Impressions d'un colonel fribourgeois », Revue d'histoire suisse [Zeitschrift für schweizerische Geschichte], vol. 9, 1929, pp. 1-28.
- « Deux récits historiques de l'avoyer de Joseph de Diesbach », in: Hektor Amamnn (éd.), Festschrift Friedrich Emil Welti, Aarau, 1937, pp. 147-156.
- Un siècle d'histoire fribourgeoise, Fribourg, 1941.
- « La dissidence fribourgeoise de 1798 et le canton de Sarine-et-Broye », Revue d'histoire suisse [Zeitschrift für schweizerische Geschichte], vol. 22, 1942, pp. 529-572.
- « Quand Fribourg voulait un port sur le Léman (1536) », in: Louis Junod, Mélanges d'histoire et de littérature offerts à Monsieur Charles Gilliard à l'occasion de son soixante-cinquième anniversaire, Lausanne, 1944, p. 331.
- « La contre-révolution de 1802 dans le canton de Fribourg », Revue d'histoire suisse [Zeitschrift für schweizerische Geschichte], vol. 28, 1948, pp. 47-74.
- « Emprunteurs et prêteurs d'autrefois », Gazette numismatique suisse, vol. 2, n° 6, 1951, pp. 35-41.
- « Le suffrage féminin dans l'histoire fribourgeoise », La Liberté, n° 50, 1er mars 1951.
- « La navigation sur la Sarine », Revue suisse d'histoire [Schweizerische Zeitschrift für Geschichte], vol. 2, 1952, pp. 206-227.
- « La léproserie de Bourguillon », Annales Fribourgeoises, vol. 42, 1956, pp. 47-61.
- « Origines de la brasserie du Cardinal », Annales Fribourgeoises, vol. 44, 1960, pp. 91-104.
- « Les Sautter ou Suter de Fribourg. Une famille de peintres », Le généalogiste suisse [Der Schweizer Familienforscher], vol. 28, 1961, pp. 96-101.
- « La vie d'Emanuel Curty », Annales Fribourgeoises, vol. 45, 1962, pp. 9-22.